# WWE Road to WrestleMania X8
WWE Road to WrestleMania X8 è un videogioco di tipo picchiaduro sul Wrestling professionistico uscito nel 2002 su Game Boy Advance, pubblicato da THQ. Questo gioco è stato il successore di WWF Road to WrestleMania ed ha avuto un seguito chiamato WWE Survivor Series.

## Caratteristiche
Il gioco è caratterizzato da un gameplay migliorato e migliori prese tecniche rispetto al suo predecessore.

## Modalità di gioco
Le modalità di gioco di Road to WrestleMania X8 sono: Uno-contro-Uno, Tag Team, Gabbia, Handicap, Triple Threat e Fatal Four Way.

## Roster
- Booker T
- Bubba Ray Dudley
- Chris Jericho
- Christian
- D-Von Dudley
- Edge
- Hollywood Hogan
- Kane
- Kevin Nash
- Kurt Angle
- Rob Van Dam
- Test
- The Rock
- Triple H
- The Undertaker
- Shane McMahon
- Vince McMahon
- Bradshaw
- Faarooq